# Vladimir (gmina)
Vladimir – gmina w Rumunii, w okręgu Gorj. Obejmuje miejscowości Andreești, Frasin, Valea Deșului i Vladimir. W 2011 roku liczyła 2793 mieszkańców.